# Australosfenidy
Australosfenidy (Australosphenida) – klad ssaków. Obecnie obejmuje jedynie 5 gatunków (dziobak i 4 gatunki kolczatek) żyjących w Australii lub Nowej Gwinei. Skamieliny znaleziono na Madagaskarze i w Argentynie.
Grupa obejmuje następujące zwierzęta:
- stekowce, podzielone na rodziny: Kollikodontidae (wymarła), dziobakowatych (Ornithorhynchidae), Steropodontidae (wymarła) i kolczatkowatych (Tachyglossidae) oraz rodzaj Kryoryctes
- Ausktribosphenida (wymarłe), obejmujące rodzaje Ambondro, Asfaltomylos, Ausktribosphenos, Bishops i Henosferus żyjące od jury środkowej do kredy wczesnej na terenach dzisiejszej Argentyny, na Madagaskarze i w Australii

Klad Australosphenida zaproponowali Luo et al. (2001, 2002). Początkowo nie nadano mu rangi, ponieważ autorzy nie zastosowali linneuszowskiego systemu rangowego. Praca Bentona z 2005 uważa klad za superdivision, rangę 1–2 poziomy poniżej infragromady.
Wyróżnienie takiej grupy wiąże się z przyjęciem hipotezy mówiącej o ewolucji trzonowców u ssaków. Obecne stekowce jako dorosłe osobniki nie mają zębów. Jednak młodociany dziobak, kopalne stekowce i Ausktribosphenida łączy zwór trzech guzków na trzonowcach, tworzących trójkąt bądź literę V. Takie trzonowce noszą miano trybosfenicznych. Trzonowce trybosfeniczne uważano długo za cechę charakteryzującą podgromadę ssaków żyworodnych (Theria), obejmującą łożyskowce, torbacze i ich wymarłych krewnych. Stekowce uznawano za spokrewnione z kopalnymi grupami o liniowym ułożeniu guzków: morganukodontami, dokodontami, trykonodontami i wieloguzkowcami. Wszystkie te taksony łączono ze stekowcami w podgromadę ssaków jajorodnych (Prototheria). Zdefiniowanych w ten sposób, ssaków jajorodnych nie uważa się już za pewny klad, jako że liniowe ułożenie guzków jest cechą pierwotną wśród ssaków. Nie można na niej wesprzeć wyróżnienia podgrupy, wymagającej wspólnych cech zaawansowanych ewolucyjnie. Zamiast tego dostępne dowody wskazują, że stekowce pochodzą z mezozoicznej radiacji trybosfenicznych ssaków na kontynentach południowych (odnosi się do nich nazwa grupy Australosphenida, znacząca „południowe krawędzie”). Taka interpretacja budzi jednak spore kontrowersje.
Zgodnie z pracą Luo et al., trzonowce trybosfeniczne wyewoluowały u australosfenidów niezależnie od Tribosphenida (a więc ssaków żyworodnych i ich krewnych) na kontynentach północnych. Inni utrzymują, że Ausktribosphenida należą w rzeczywistości do łożyskowców i tym samym również do Tribosphenida. Nie byłyby wtedy związane z rodowodem stekowców. Gdyby ten pogląd się potwierdził, doprowadziłoby to do odrzucenia istnienia grupy australosfenidów.